# Centre d'entraînement de la 5e Division du Canada détachement Aldershot
Le Centre d'entraînement de la 5e Division du Canada détachement Aldershot est une base d'entraînement de la 5e Division du Canada de l'Armée canadienne. Elle est située au nord-ouest de Kentville dans le comté de Kings en Nouvelle-Écosse au Canada. Son rôle principal est de servir de lieu d'entraînement pour les membres de la Première réserve.

## Annexe